# Wielkopolska Samodzielna Grupa Ochotnicza Warta
Wielkopolska Samodzielna Grupa Ochotnicza „Warta” (WSGO „Warta”) – polska antykomunistyczna organizacja konspiracyjna działająca na obszarze Wielkopolski w okresie od wiosny do jesieni 1945 r. Została założona 10 maja 1945 przez byłych członków Okręgu Poznań Armii Krajowej. Była jedną z 23 organizacji działających na terenie Ziemi Kaliskiej. Rozwiązana przez mjr Andrzeja Hańczę-Rzewuskiego po ogłoszeniu przez TRJN amnestii 2 sierpnia 1945 r.

## Zarys historyczny
Pomysł powołania organizacji pojawił się na początku 1945 r. jako samodzielna inicjatywa ostatniego komendanta Okręgu Poznańskiego AK, ppłk. Andrzeja Rzewuskiego ps. „Przemysław”, „Hańcza”. Wielkopolska Samodzielna Grupa Ochotnicza „Warta” miała zapełnić pustkę po rozwiązanej Armii Krajowej. Głównym jej celem miało być przejęcie byłych członków AK oraz udzielanie im pomocy i chronienie przed prześladowaniami ze strony NKWD i UB. Formalnie została ona utworzona 10 maja rozkazem organizacyjnym nr 1 wydanym przez ppłk. Rzewuskiego, który stanął na jej czele. Określono ją jako apolityczną konspiracyjną jednostkę Wojska Polskiego uznającą zwierzchność Prezydenta RP na Uchodźstwie Władysława Raczkiewicza i podległą Naczelnemu Wodzowi. W kraju jedynym zwierzchnikiem był jej dowódca. Organizacja opierała się na siatce AK z okresu okupacji i głównie byłych członkach AK. Jej działalność koncentrowała się na rozbudowie własnych struktur organizacyjnych, werbowaniu nowych członków, prowadzenia łączności, wywiadzie i kontrwywiadzie (np. akcja Z, czyli rozpoznanie ludowego Wojska Polskiego), zwalczaniu bandytyzmu, oraz działalności propagandowej (pisma „Strażnica Sumienia”, „Baszta”, „Hasło Wielkopolski”). Organizacja liczyła ok. 7 tys. ludzi. Dowództwo WSGO „Warta” podjęło także działania w celu podporządkowania sobie różnych oddziałów zbrojnych istniejących na obszarze Wielkopolski. W rezultacie przejęto kontrolę nad następującymi grupami:
- oddziałem Ludwika Sinieckiego ps. „Szary”, działającego w pow. ostrowskim,
- oddziałem Jana Kempińskiego ps. „Błysk”, także operującego w pow. ostrowskim,
- oddziałem Franciszka Olszówki ps. „Otto”, który działał w rejonie Kępna,
- oddziałem Zygmunta Borostowskiego ps. „Bora”, działającego w okolicach Krotoszyna,
- Kompanią Rycerską Armii Krajowej dowodzonej przez Alojzego Matyniaka, również operującej w rejonie Krotoszyna,
- oddziałem „Tarzana”, działającego w okolicy Wągrowca, a następnie przeniesionego w inny teren,
- grupy NN ps. „Babinicz”, a następnie Jana Karaśkiewicza ps. „Twardy”, operującej w rejonie Wolsztyna,
- oddziałem Czesława Mocka, który działał w okolicy Dobrzycy.

W czerwcu ppłk A. Rzewuski otrzymał nominację na komendanta Okręgu Poznańskiego Delegatury Sił Zbrojnych. W rezultacie przekazał faktyczne dowództwo WSGO „Warta” swojemu zastępcy, mjr. Nowickiemu ps. „Czerwiński”. Część oficerów Komendy WSGO „Warta” weszło wówczas w skład Komendy Okręgu Poznańskiego DSZ. Nie wiadomo dokładnie, jakie były zależności między obiema organizacjami. Na początku września doszło jednak do kryzysu związanego z likwidacją DSZ i przeformowaniem jej w cywilną organizację polityczną pod nazwą Zrzeszenie „Wolność i Niezawisłość”. 9 września ppłk A. Rzewuski otrzymał od płk. Jana Szczurka-Cergowskiego, byłego komendanta Obszaru Zachodniego DSZ i swojego przełożonego, rozkaz rozwiązania Okręgu Poznańskiego DSZ i jednocześnie WSGO „Warta”. Było to już postulowane wcześniej, ale faktycznie płk J. Szczurek-Cergowski prawdopodobnie tolerował jej istnienie. Początkowo ppłk A. Rzewuski przeciwstawiał się wykonaniu rozkazu, ale zmienił zdanie po otrzymaniu w II połowie października pisma od szefa sztabu Naczelnego Wodza, gen. Stanisława Kopańskiego, sugerującego rozwiązanie w kraju wszystkich organizacji wojskowych. 15 listopada wydał rozkaz dzienny nr 8, likwidujący WSGO „Warta”, wraz z odezwą do żołnierzy, w której tłumaczył okoliczności tego faktu. Organizacja była rozpracowywana przez UB od połowy lipca. W rezultacie już krótko po jej rozwiązaniu doszło do licznych aresztowań, m.in. ppłk. A. Rzewuskiego.

## Struktura organizacyjna
- Komendant – ppłk Andrzej Rzewuski ps. „Przemysław”, „Hańcza”, „Wojmir”, „Wojnar”
- zastępca komendanta – mjr Nowicki ps. „Czerwiński”
- szef sztabu – kpt. Sylwester Gośliński ps. „Wolski”
- zastępca szefa sztabu – Adam Redliński ps. „Makowicz”
- Wydział I Ogólny (adiutantura, księgowość, łączność) – mjr Nowicki ps. „Czerwiński”
- Wydział II Bezpieczeństwa (wywiad, kontrwywiad, żandarmeria) – Władysław Roman ps. „Janiszewski”, „Krzesław”
- Wydział III Uświadamiania i Informacji (nasłuch radiowy, reprodukcja, kolportaż, legalizacja) – Władysław Roman ps. „Janiszewski”, „Krzesław”, Stefan Świderski ps. „Kalicki” (w okresie DSZ)
- ochrona sztabu – NN ps. „Józefowicz”
- Wojskowy Sąd Specjalny (bezpośrednio podległy Komendantowi)

WSGO „Warta” miała silnie rozbudowane struktury terenowe. Dzieliły się one na 7 rejonów, zaś te na obwody. Obwód odpowiadał terytorialnie powiatowi. W niektórych przypadkach utworzono także podobwody, które obejmowały miasta, np. Poznań, Ostrów Wielkopolski, Wolsztyn. Najniższy szczebel stanowiły placówki istniejące na obszarze gminy. Podział strukturalny w terenie był następujący:
- Rejon Poznań – Władysław Mika ps. „Korwin”
  - Obwód Poznań-miasto
  - Obwód Poznań-powiat (nie zorganizowany)
  - Obwód Nowy Tomyśl
  - Obwód Środa
  - Obwód Śrem (nie zorganizowany)
- Rejon Wągrowiec – Bolesław Olszewski ps. „Rawicz”
  - Obwód Wągrowiec
  - Obwód Chodzież
  - Obwód Czarnków
- Rejon Gniezno – Henryk Pracki ps. „Golski”
  - Obwód Gniezno
  - Obwód Mogilno
  - Obwód Września
  - Obwód Żnin
- Rejon Kalisz – Józef Sikorski ps. „Modzelewski”, Zygmunt Wasilewski ps. „Zajączkowski”
  - Obwód Kalisz
  - Obwód Turek
  - Obwód Koło
  - Obwód Konin
- Rejon Ostrów – Stefan Baranowski ps. „Małek”, Marian Sobczak ps. „Florianowicz”
  - Obwód Ostrów
  - Obwód Krotoszyn
  - Obwód Jarocin
  - Obwód Kępno
- Rejon Leszno – Jerzy Gronowski ps. „Michał”
  - Obwód Leszno
  - Obwód Wolsztyn
  - Obwód Kościan
  - Obwód Gostyń
  - Obwód Rawicz
- Rejon Szamotuły – NN ps. „Kowalski”
  - Obwód Szamotuły
  - Obwód Oborniki
  - Obwód Międzychód